# Гимнасий в Сардах

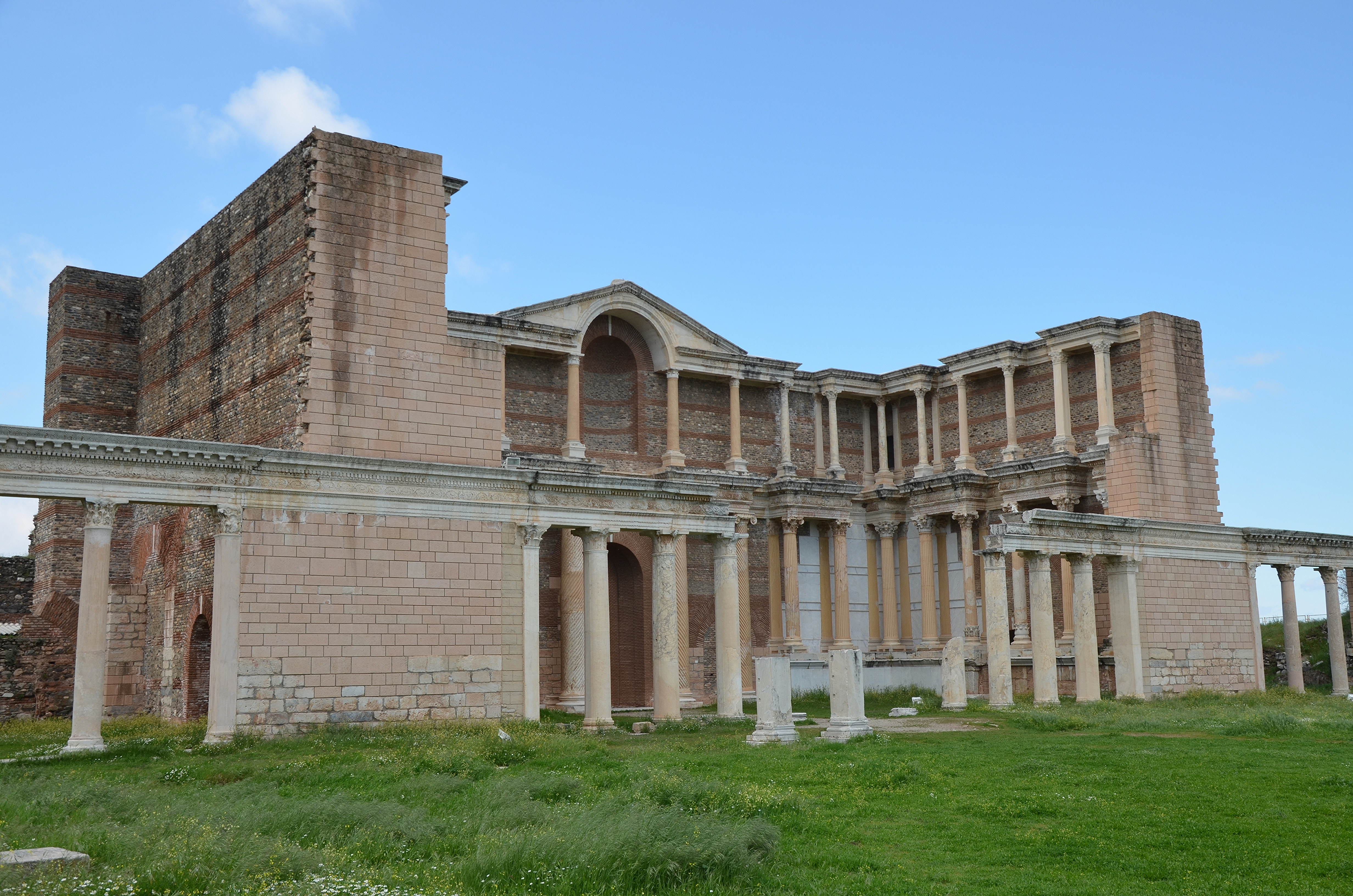

Банно-гимнастический комплекс в Сардах — археологический памятник в Сардах на территории современной Турции.
В 17 году 12 лидийских городов были полностью уничтожены землетрясением. По сообщению Тацита, «больше всего пострадали жители Сард, и они же удостоились наибольших милостей со стороны Цезаря, ибо он пообещал им десять миллионов сестерциев и на пять лет освободил от всех платежей, которые они вносили в государственное казначейство или в казну императора». На выделенную императором Тиберием сумму город был отстроен заново. Банно-гимнастический комплекс был изначально запланирован на новой главной улице города, в настоящее время известной как Мраморная. Постройка здания и обустройство его канализационной системы заняли более столетия. Всё это время финансирование строительства велось как из императорской, так и из местной казны. Сооружение непрерывно эксплуатировалось около 500 лет до разграбления Сард персами в 616 году.
Комплекс расположен в северо-западном квартале города, в 150—200 метрах от реки Пактол, к северу от шоссе AH87. Комплекс построек занимает площадь в 2,07 га, его размеры 122,6 на 169,3 метров.
В 1750 году развалины посетил французский дипломат Клод-Шарль Пейсоннель, предположивший, что это дворец Крёза. В том же году в Сардах остановилась группа профессиональных путешественников, включая английского писателя Роберта Вуда и итальянского архитектора Джанбаттиста Борра, который составил первый план местности. Путешествовавший по Малой Азии в 1833—1837 годах французский археолог Шарль Тексье предположил, что развалины являются гимнасием IV века, хотя наличие там бани не соответствовало его представлению о сооружениях подобного рода. Позднее немецкий классический филолог Иоганн Шмидт провёл эпиграфическое описание постройки.
С 1958 года в Сардах ведут совместные раскопки Гарвардский и Корнеллский университеты, в том числе на территории гимнасия в 1958—1975 годах.